# Mycetobia scutellaris
Mycetobia scutellaris är en tvåvingeart som beskrevs av Baylac och Loïc Matile 1988. Mycetobia scutellaris ingår i släktet Mycetobia och familjen fönstermyggor.
Artens utbredningsområde är Nya Kaledonien. Inga underarter finns listade i Catalogue of Life.